# Luc-sur-Mer
Luc-sur-Mer är en kommun i departementet Calvados i regionen Normandie i norra Frankrike. Kommunen ligger i kantonen Douvres-la-Délivrande som ligger i arrondissementet Caen. År 2022 hade Luc-sur-Mer 3 295 invånare.

## Befolkningsutveckling
Antalet invånare i kommunen Luc-sur-Mer
Referens: INSEE

## Galleri

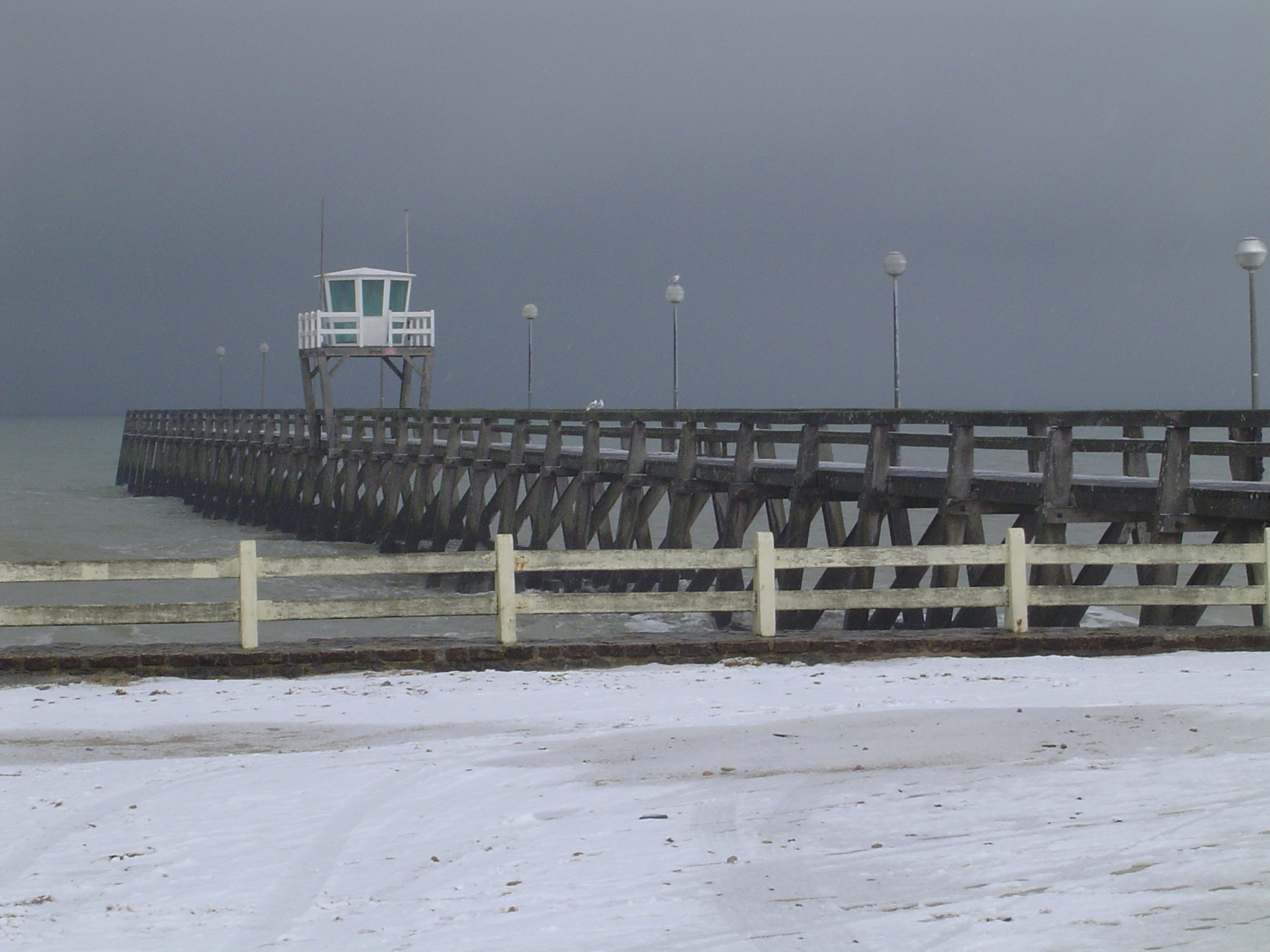
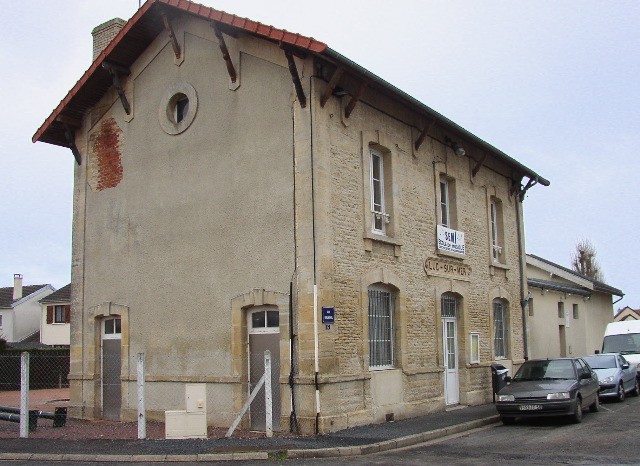
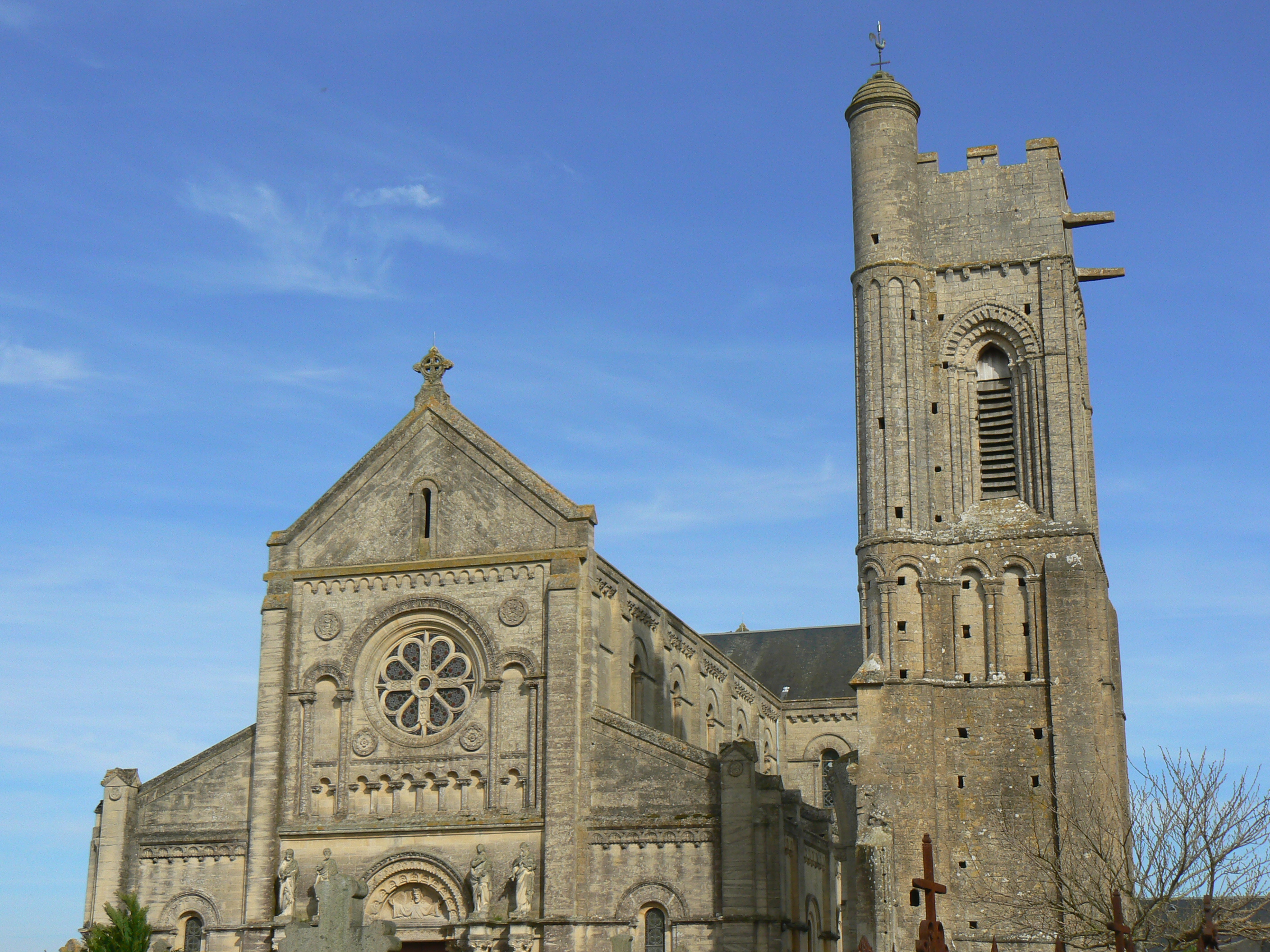
Église Saint-Quentin.
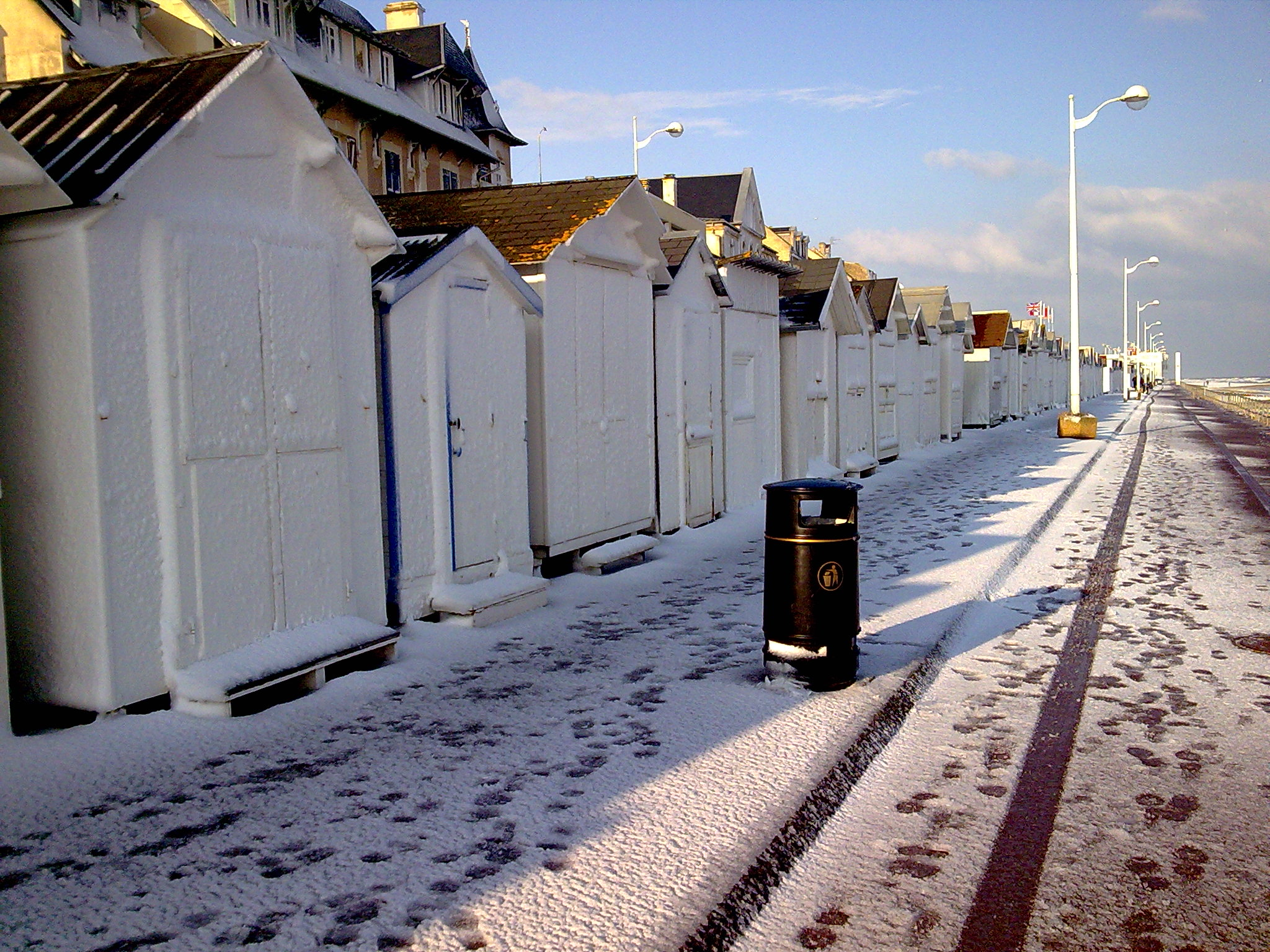
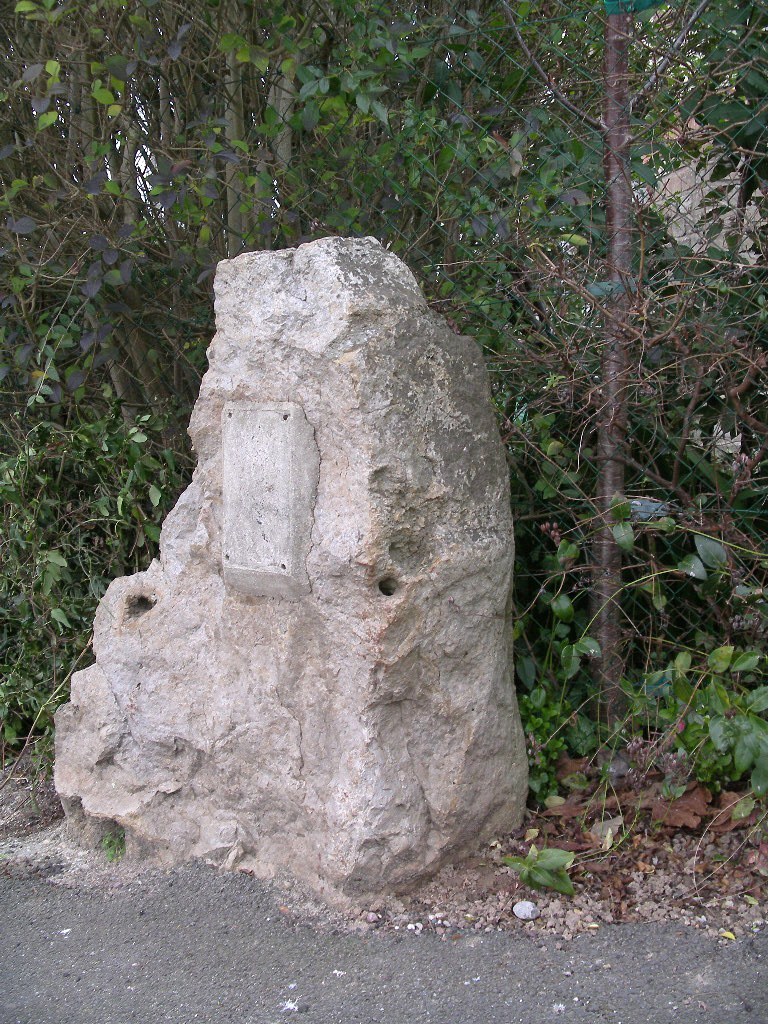
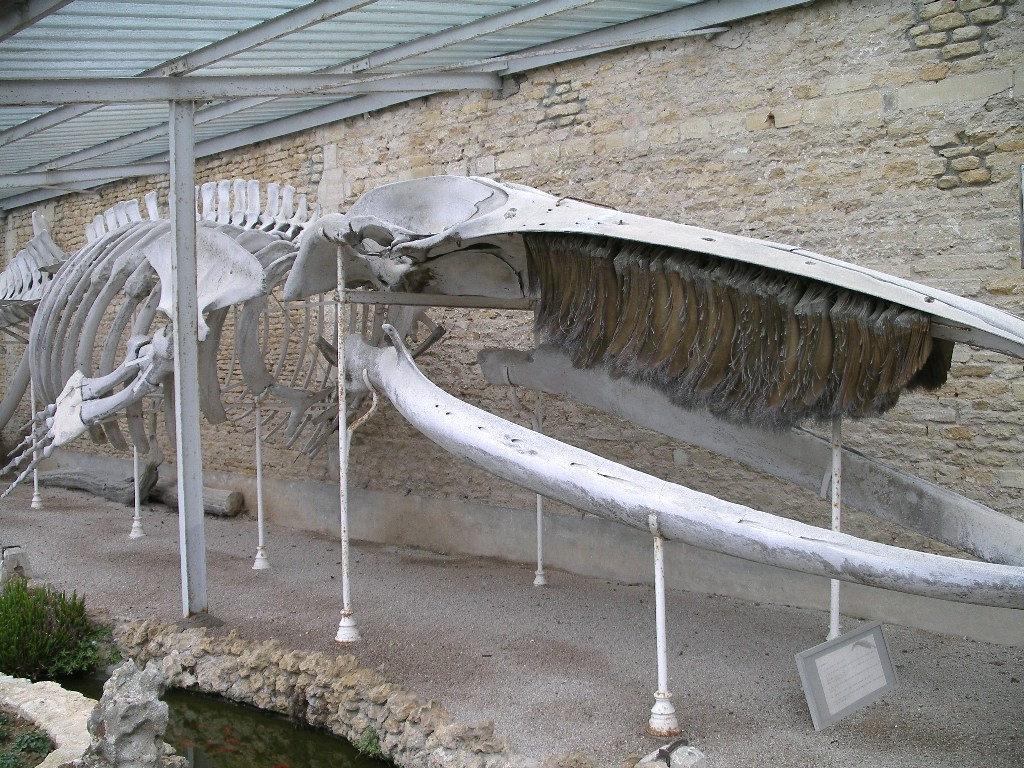